# No taxation without representation
"No Taxation Without Representation" ("Nenhuma tributação sem representação") foi um slogan utilizado nas décadas de 1750 e 1760 que resumia uma das principais queixas dos colonos americanos nas Treze Colônias britânicas na América, que foi uma das causas que gerou uma revolução que acabou culminando em uma guerra aberta entre os colonos descontentes e o Reino Unido no território que hoje é os Estados Unidos.
Em resumo, uma grande parcela dos colonos americanos acreditava que como eles não eram representados no distante Parlamento Britânico, qualquer lei instituída pela metrópole (como a Lei do Açúcar e a Lei do selo) era ilegal sob a Declaração de Direitos de 1689, e negava a eles seus direitos como ingleses.
Jonathan Mayhew, segundo pastor congregacional da Old West Church, usou a frase "no taxation without representation" (em português: "nenhuma taxação sem representação") em um sermão seu em 1750. A frase revivia um sentimento que havia sido uma das causas que deflagraram a guerra civil inglesa (1642-1651).
"Nenhuma taxação sem representação" no contexto do sistema de impostos cobrados na América Britânica apareceu pela primeira vez e se popularizou em 1768 na London Magazine, na página 89, na impressão do discurso do Lorde Camden da "Declaração dos Direitos da Soberania da Grã-Bretanha sobre as suas Colônias". Ela se tornou um grito de protestos dos colonos pró-independência nas Treze Colônias no começo da Revolução Americana.

## Antes da Revolução Americana

### John Oldmixon
De acordo com Michael Hudson, a ideia tinha um precedente antigo na lei medieval inglesa, que estabeleceu o princípio na Magna Carta, onde o capítulo 12 afirma que "nenhuma tributação ou ajuda deve ser cobrada em nosso reino, exceto por decisão comum do nosso reino".
Desde 1660, o Parlamento inglês exercia controle sobre o comércio colonial e impunha impostos sobre importações e exportações. Na década de 1760, os americanos estavam sendo privados de um direito histórico. A Declaração de Direitos Inglesa de 1689 proibia a imposição de impostos sem o consentimento do Parlamento. Como os colonos não tinham representação no Parlamento, os impostos violavam os direitos garantidos aos ingleses. O Parlamento inicialmente alegou que os colonos tinham representação virtual, mas a ideia "encontrou pouco apoio em ambos os lados do Atlântico". A pessoa que primeiro sugeriu a ideia da representação parlamentar para as colônias parece ter sido John Oldmixon, um analista inglês da era da rainha Ana ou Jorge I. Posteriormente, a ideia foi apresentada com aprovação por Adam Smith e defendida por um tempo, mas depois rejeitada e fortemente contestada por Benjamin Franklin".
A Petição, Memorial e Protesto de 1768, redigida pela Câmara dos Burgueses da Virgínia, foi igualmente enviada ao Parlamento, mas acabou sendo ignorada.

## Revolução Americana

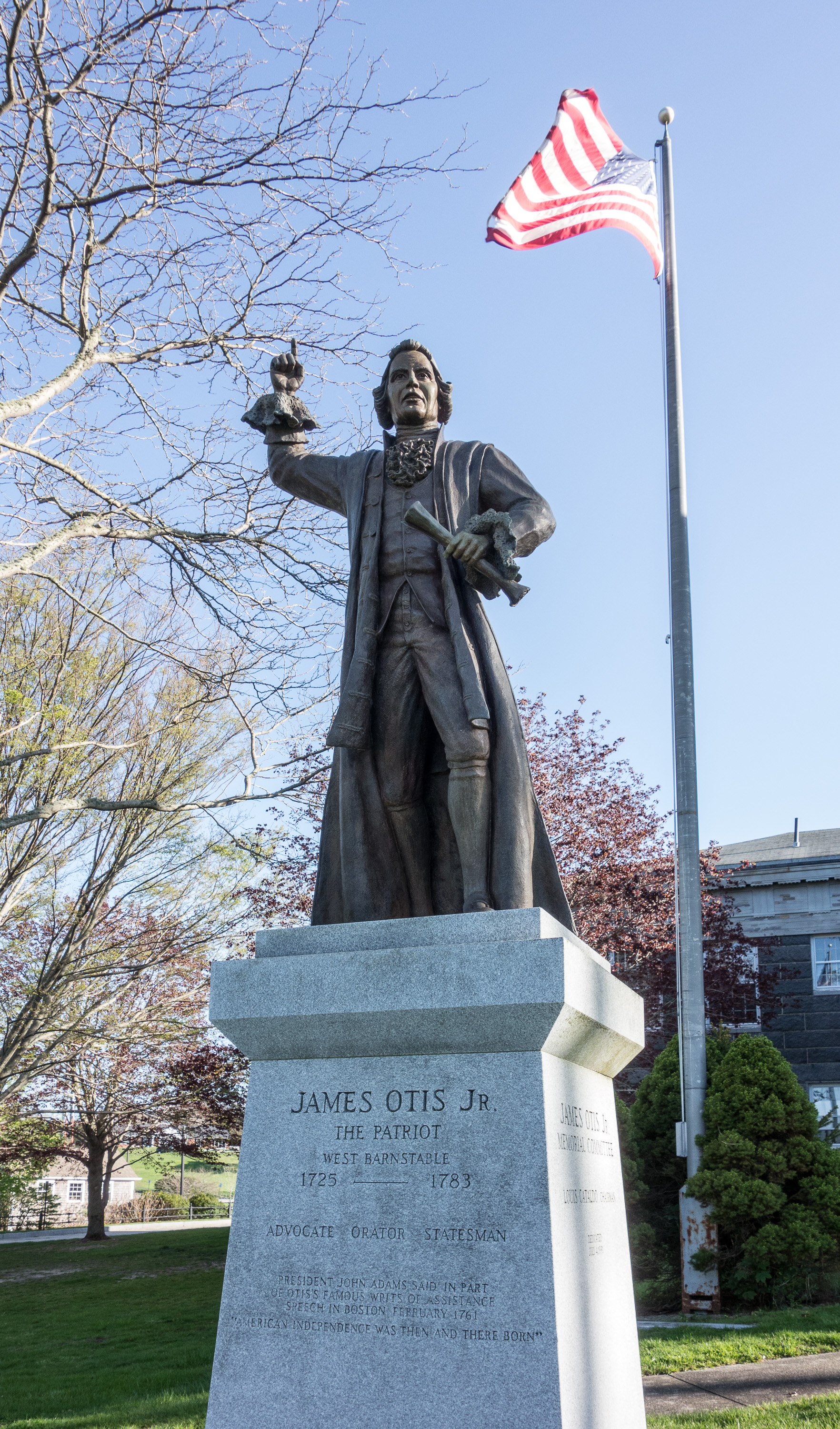
Escultura em bronze de James Otis Jr. em frente ao Tribunal do Condado de Barnstable.

A frase já era usada há mais de uma geração na Irlanda. Em 1765, o termo já era usado em Boston, e o político local James Otis ficou famoso por associar a frase "tributação sem representação é tirania". Durante a era revolucionária (1750-1783), muitos argumentos foram apresentados com o objetivo de resolver a disputa em torno da soberania parlamentar, tributação, autogoverno e representação.

### Propostas representativas antes de 1776
Ao longo das décadas de 1760 e 1770, William Pitt, Sir William Pulteney e George Grenville, entre outros britânicos e colonos americanos proeminentes, como Joseph Galloway, James Otis Jr., Benjamin Franklin, John Adams, o quaker londrino Thomas Crowley, governadores reais como Thomas Pownall M.P., William Franklin, Sir Francis Bernard e o procurador-geral de Quebec, Francis Maseres, debateram e divulgaram planos para a criação de assentos coloniais em Londres, uma união imperial com a Grã-Bretanha ou um Parlamento britânico representativo federal com poderes tributários, que seria composto por membros do Parlamento americanos, das Índias Ocidentais, irlandeses e britânicos. Apesar do fato de que essas ideias foram consideradas e discutidas seriamente em ambos os lados do Atlântico, parece que nem o Congresso americano, nem as Assembleias coloniais, nem o Governo britânico em Westminster, pelo menos antes da Comissão de Paz de Carlisle de 1778, propuseram oficialmente tais desenvolvimentos constitucionais. O governador Thomas Hutchinson aparentemente se referiu a uma proposta de representação colonial quando escreveu que,
A Assembleia da Baía de Massachusetts foi a primeira a se opor ao direito do Parlamento de impor taxas ou impostos sobre as colônias, enquanto elas não tinham representantes na Câmara dos Comuns. Isso foi feito em uma carta ao seu agente no verão de 1764... E nessa carta eles recomendaram a ele um panfleto, escrito por um de seus membros, no qual há propostas para admitir representantes das Colônias na Câmara dos Comuns... uma representação americana é apresentada como um expediente que poderia evitar as objeções aos Impostos sobre as Colônias, mas... ela foi renunciada... pela Assembleia da Colônia que a propôs pela primeira vez, como totalmente impraticável.
Jared Ingersoll Sr., agente colonial de Connecticut, escreveu para seu colega americano, o Governador Real de Connecticut Thomas Fitch, que após o famoso discurso parlamentar de Isaac Barré contra a Lei do Selo em 1764, Richard Jackson, deputado, apoiou Barre e outros deputados pró-americanos apresentando à Câmara cópias de Atos do Parlamento anteriores que haviam admitido Durham e Chester como assentos após suas petições de representação. Richard Jackson supunha que o Parlamento tinha o direito de tributar a América, mas duvidava muito da conveniência da Lei do Selo. Ele disse que se fosse necessário, como alegavam os ministros, taxar as colônias, estas deveriam ter permissão para eleger uma parte do Parlamento, "caso contrário, não digo que as liberdades da América serão perdidas, mas que estarão em perigo".

### Propostas representativas após 1776
James Macpherson, secretário colonial da Flórida Ocidental Britânica, defendeu a administração do Norte em uma polêmica patrocinada oficialmente em 1776 chamada The Rights of Great Britain Asserted. Esse trabalho respondeu à Declaração das Causas e Necessidade de Pegar em Armas do Congresso Continental de 6 de julho de 1775, propondo que
Se os americanos, em vez de pegarem em armas, tivessem apresentado a mesma suposta queixa [como os condados Palatinos da Inglaterra, tributados e não representados], de maneira pacífica e obediente, ao Legislativo, não vejo razão para que seu pedido fosse recusado. Se eles, assim como o Condado e a Cidade de Chester, tivessem declarado que "por falta de Cavaleiros e Burgueses para representá-los na Alta Corte do Parlamento, eles tinham sido muitas vezes TOCADOS e PREJUDICADOS com Atos e Estatutos feitos na referida Corte, derrogatórios às suas mais antigas jurisdições, liberdades e privilégios, e prejudiciais à sua tranquilidade, descanso e paz"; este País [da Grã-Bretanha] não teria, estou convencido, nenhuma objeção a que eles fossem representados em seu Parlamento... Se eles não estiverem loucamente inclinados à independência, que proponham as condições nas quais desejam continuar como súditos... A Legislatura deste Reino não pode se afastar de qualquer parte de sua supremacia sobre as Colônias; mas está no poder das Colônias participar dessa supremacia. Se eles reclamam de serem taxados sem ter o privilégio de enviar membros ao Parlamento, que sejam representados. Não, mais ainda: Que sua representação aumente na proporção da receita que fornecerão. Se eles preferirem votar sua QUOTA para o abastecimento geral, por meio de suas próprias Cortes Gerais e Assembléias, a resolução do Parlamento sobre esse assunto ainda está aberta à sua escolha. Mas, enquanto eles assumirem a linguagem de um Estado Soberano, este Reino não poderá entrar em nenhuma negociação [sic]], não poderá se comprometer".
O famoso economista Adam Smith apoiou esse ponto de vista em sua famosa publicação Wealth of Nations, de 1776, quando recomendou que os americanos "enviassem cinquenta ou sessenta novos representantes ao Parlamento" com base no valor dos impostos que eles contribuiriam para os cofres imperiais. Escrevendo em outubro de 1776 para Lord North em Strictures upon the Declaration of the Congress of the recent Declaration of Independence e, particularmente, ao panfleto Rights of the British Colonies de James Otis Jr. e seu endosso pela Assembleia de Massachusetts, o governador Thomas Hutchinson disse,
A Assembleia da Baía de Massachusetts, portanto, foi a primeira a tomar conhecimento público da Lei [do Açúcar], e a primeira a fazer exceção ao direito do Parlamento de impor taxas ou impostos sobre as colônias, enquanto elas não tinham representantes na Câmara dos Comuns. Isso foi feito em uma carta ao seu agente no verão de 1764, que eles tiveram o cuidado de imprimir e publicar. E nessa carta eles recomendam a ele um panfleto, escrito por um de seus membros, no qual há propostas para admitir representantes das colônias na Câmara dos Comuns. Tenho uma razão especial, meu senhor, para tomar conhecimento desse Ato da Assembleia de Massachusetts: embora uma representação americana seja apresentada como um expediente que poderia evitar as objeções aos impostos sobre as colônias, ela tinha apenas a intenção de divertir a autoridade na Inglaterra; e assim que se soube que ela tinha seus defensores aqui [em Londres], ela foi renunciada pelas colônias, e até mesmo pela Assembleia da Colônia que a propôs pela primeira vez, como totalmente impraticável".
De fato, as resoluções dos Congressos Continentais de 1765 e 1774 declararam que a representação imperial era impraticável demais, com base no fato de que "as circunstâncias locais e outras não podem ser adequadamente representadas no parlamento britânico". O governo britânico, da mesma forma, não parece ter solicitado formalmente discussões com os americanos sobre a questão dos assentos parlamentares até 1778. Naquele ano, "os comissários do rei da Grã-Bretanha", conhecidos como a Comissão de Paz de Carlisle de 1778, fizeram uma oferta ao Congresso de "uma delegação recíproca de um agente ou agentes dos diferentes estados, que terão o privilégio de um assento e voz no parlamento da Grã-Bretanha".

## Representação virtual
Na Grã-Bretanha, a representação era altamente limitada devido à distribuição desigual dos círculos eleitorais e aos requisitos de propriedade; apenas 3% da população podia votar e, muitas vezes, eram controlados pela nobreza local. Isso significava que argumentos espúrios passaram a ser empregados na Grã-Bretanha para tentar explicar e encobrir as iniquidades de sua vida política. Portanto, o governo britânico tentou argumentar que os colonos tinham representação virtual em seus interesses. No inverno de 1764-65, George Grenville e seu secretário Thomas Whately utilizaram a doutrina da "representação virtual" em uma tentativa de estender o escopo de tais argumentos injustos para a América e, assim, tentar legitimar as políticas perniciosas da Lei do Selo.
Na história da Inglaterra, "nenhuma tributação sem representação" era um princípio antigo e significava que o Parlamento tinha que aprovar todos os impostos. No início, a "representação" era considerada como sendo de terras, mas, por volta de 1700, isso mudou para a noção de que, no Parlamento, todos os súditos britânicos tinham uma "representação virtual". "Nós virtualmente e implicitamente permitimos as instituições de qualquer governo do qual desfrutamos os benefícios e solicitamos a proteção", declarou Samuel Johnson em seu panfleto político Taxation No Tyranny. Ele rejeitou a alegação de que os colonos, que não tinham direito a voto, não eram representados. "Eles são representados", disse ele, "pela mesma representação virtual que a maior parte da Inglaterra". No entanto, a tradição de maior democracia entre os americanos deu impulso à acusação bem fundamentada, expressa tanto por britânicos quanto por colonos, de que a representação virtual era "sofisma" e "uma mera teia de aranha, espalhada para pegar os incautos e enredar [sic] os fracos". A insistência colonial na representação direta, em oposição à representação virtual, foi vista por comentaristas posteriores como tendo "dado início a uma profunda revolução política e social, que eliminou a maioria dos traços remanescentes do governo monárquico e do feudalismo herdados da revolução burguesa inglesa, que só foi parcialmente concluída. Os americanos realizaram a revolução democrática burguesa em uma escala nunca antes vista na história".

### Reações coloniais
A representação virtual também foi totalmente rejeitada nas colônias. A posição colonial era de que o "virtual" era um disfarce para a corrupção política e era irreconciliável com sua crença de que o governo obtém seus poderes justos do consentimento dos governados, respondeu à obra de Soame Jenyns, The Objections to the Taxation of Our American Colonies, by the Legislature of Great Britain, Briefly Considered. A publicação de Otis foi intitulada Considerations on Behalf of the Colonists, in a Letter to a Noble Lord. Ele escreveu: "Qual é o propósito de trazer mudanças eternas para os colonos nos casos de Manchester, Birmingham e Sheffield, que não retornam nenhum membro? Se esses lugares, agora tão consideráveis, não estão representados, deveriam estar". Os colonos terão um direito equitativo, apesar de qualquer perda da carta, de serem representados no Parlamento ou de terem uma nova legislatura subordinada entre eles. Seria melhor se eles tivessem ambos ... [Além disso, o direito de todo súdito britânico é que o] poder supremo não pode tirar de nenhum homem qualquer parte de sua propriedade, sem seu consentimento em pessoa ou por representação.
Todo súdito britânico nascido no continente americano ou em qualquer outro dos domínios britânicos é, pela lei de Deus e da natureza, pela lei comum e por ato do parlamento (excluindo todas as cartas da Coroa), detentor de todos os direitos naturais, essenciais, inerentes e inseparáveis de nossos companheiros súditos na Grã-Bretanha. Entre esses direitos... que é humildemente concebido que nenhum homem ou grupo de homens, exceto o parlamento, de forma justa, equitativa e consistente com seus próprios direitos e com a constituição, pode retirar... [é que] os poderes supremos e subordinados da legislação devem ser livres e sagrados nas mãos em que a comunidade os colocou por direito... [que] o legislativo nacional supremo não pode ser alterado de forma justa até que a comunidade seja dissolvida, nem um legislativo subordinado pode ser retirado sem confisco ou outra boa causa. Nem então os súditos do governo subordinado podem ser reduzidos a um estado de escravidão e sujeitos ao governo despótico de outros... Mesmo quando o direito subordinado de legislatura é confiscado e assim declarado, isso não pode afetar as pessoas físicas daqueles que foram investidos com ele, ou os habitantes, a ponto de privá-los dos direitos de súditos e de homens - Os colonos terão um direito equitativo, apesar de qualquer confisco de carta, de serem representados no Parlamento ou de terem alguma nova legislatura subordinada entre eles. Seria melhor se eles tivessem ambos ... [Além disso, o direito de todo súdito britânico é que o] poder supremo não pode tirar de nenhum homem qualquer parte de sua propriedade, sem seu consentimento em pessoa ou por representação.
Otis refutou simultaneamente, em The Rights of the British Colonies Asserted and Proved, um argumento contemporâneo que tentava racionalizar a representação virtual com base na suposta influência dos agentes coloniais na política britânica. "Quanto aos colonos serem representados pelos agentes provinciais", ele escreveu,
Não sei de nenhum poder que lhes tenha sido dado a não ser o de comparecer perante Sua Majestade e seu ministério. Às vezes, eles foram instruídos a fazer petições ao parlamento: Mas nenhum deles tem, e espero que nunca tenha, o poder que lhes foi dado pelos colonos de agir como representantes e consentir com impostos; e se eles fizessem qualquer concessão ao ministério, especialmente sem ordem, as províncias não poderiam ser consideradas como representadas no parlamento.
Além disso, mesmo "se todos os habitantes da América tivessem a propriedade livre necessária", disse Daniel Dulany, "nenhum deles poderia votar, a não ser na suposição de que deixaria de ser um habitante da América e se tornaria um residente da Grã-Bretanha". Os colonos e os britânicos com ideias semelhantes insistiam que a representação só era alcançada por meio de uma assembleia de homens realmente eleitos pelas pessoas que deveriam representar.
A discussão entre as colônias e o Parlamento buscava resolver como os "plebeus" britânicos das várias partes do Império eram representados de forma mais constitucional - como disse Daniel Dulany, um legalista e advogado americano, "[a] autoridade constitucional [dos direitos do Parlamento de vincular os súditos americanos] depende de uma única questão: se os Comuns da Grã-Bretanha são virtualmente os representantes dos Comuns da América ou não.

### Pitt e Camden
A teoria da representação virtual foi atacada na Grã-Bretanha por Charles Pratt, 1º Conde de Camden, e seu aliado William Pitt, 1º Conde de Chatham. William Pitt argumentou, em 1766, que os Comuns da Grã-Bretanha não deveriam tributar os "Comuns da América" sem obter o consentimento de seus representantes, afirmando que "mesmo sob antigos reinados arbitrários, os Parlamentos se envergonhavam de tributar um povo sem seu consentimento e permitiam que eles tivessem representantes. Por que [Grenville] se limitou a Chester e Durham? Ele poderia ter tomado um exemplo mais elevado no País de Gales, que nunca foi tributado pelo Parlamento até ser incorporado." Ele então disse,
Não sou um cortesão da América. Eu defendo este reino. Afirmo que o Parlamento tem o direito de vincular e restringir a América. Nosso poder legislativo sobre as colônias é soberano e supremo. Quando ele deixar de ser soberano e supremo, eu aconselharia todo cavalheiro a vender suas terras, se puder, e embarcar para aquele país. Quando dois países estão ligados entre si, como a Inglaterra e suas colônias, sem serem incorporados, um deve necessariamente governar. O maior deve governar o menor. Mas ela deve governá-lo de modo a não contradizer os princípios fundamentais que são comuns a ambos... que a autoridade soberana deste país sobre as colônias seja afirmada em termos tão fortes quanto possam ser concebidos, e que seja estendida a todos os pontos da legislação; que possamos restringir seu comércio, confinar suas manufaturas e exercer todo e qualquer poder, exceto o de tirar o dinheiro de seus bolsos sem seu consentimento.
Em seus primeiros discursos no Parlamento, Lord Camden atacou vigorosamente o ato declaratório que foi proposto para acalmar a coroa sobre a revogação do Imposto do Selo. Depois de sua primeira afirmação de "não tributação sem representação", Camden foi atacado pelo primeiro-ministro britânico Grenville, pelo presidente da Suprema Corte James Mansfield, por Robert Henley, primeiro conde de Northington e outros. Ele respondeu:
[O] Parlamento Britânico não tem o direito de tributar os americanos. Não considerarei o Projeto de Lei Declaratório que está agora sobre sua mesa; para que finalidade, senão perda de tempo, considerar os detalhes de um Projeto de Lei, cuja própria existência é ilegal, absolutamente ilegal, contrária às leis fundamentais da natureza, contrária às leis fundamentais desta constituição? Uma constituição baseada nas leis eternas e imutáveis da natureza; uma constituição cujo alicerce e centro é a liberdade, que concede liberdade a todos os indivíduos que por acaso estejam dentro de qualquer parte de sua ampla circunferência. Nem, meus Lordes, a doutrina é nova, é tão antiga quanto a constituição; cresceu com ela; na verdade, é seu suporte; tributação e representação estão inseparavelmente unidas; Deus o tenha. Nem, meus senhores, a doutrina é nova, é tão antiga quanto a constituição; cresceu com ela; na verdade, é seu suporte; tributação e representação são inseparavelmente unidas; Deus as uniu, nenhum parlamento britânico pode separá-las; tentar fazer isso é apunhalar nossos próprios órgãos vitais. ... Minha posição é esta - eu a repito - e a manterei até minha última hora: a tributação e a representação são inseparáveis; essa posição se baseia nas leis da natureza; mais ainda, é em si uma lei eterna da natureza; pois tudo o que é do homem é absolutamente seu; nenhum homem tem o direito de tirar-lhe isso sem seu consentimento, seja expresso por ele mesmo ou por um representante; quem tentar fazer isso, estará cometendo uma injúria; quem o fizer, estará cometendo um roubo; ele derruba e destrói a distinção entre liberdade e escravidão. A tributação e a representação são coevas e essenciais à constituição. ... Não há uma folha de grama crescendo no canto mais obscuro deste reino que não seja, que nunca tenha sido, representada desde o início da constituição; não há uma folha de grama que, quando tributada, não tenha sido tributada com o consentimento do proprietário. Jamais poderei dar meu consentimento a qualquer projeto de lei para tributar as colônias americanas, enquanto elas permanecerem sem representação; pois quanto à distinção de uma representação virtual, é tão absurda que não merece resposta; portanto, eu a rejeito com desprezo. Os antepassados dos americanos não deixaram seu país natal e não se sujeitaram a impostos. Os antepassados dos americanos não deixaram seu país natal e se sujeitaram a todos os perigos e aflições para serem reduzidos a um estado de escravidão: eles não abriram mão de seus direitos; eles buscaram proteção, e não correntes, de sua pátria; por ela eles esperavam ser defendidos na posse de sua propriedade, e não ser privados dela: pois, se o poder atual continuar, não há nada que eles possam chamar de seu; ou, para usar as palavras do sr. Locke, 'Que propriedade eles têm sobre aquilo que outro pode, por direito, tomar para si, quando quiser?'"
Em uma aparição perante o Parlamento em janeiro de 1766, o ex-primeiro-ministro William Pitt declarou:
A ideia de uma representação virtual da América nesta Casa é a mais desprezível que já passou pela cabeça de um homem. Ela não merece uma refutação séria. Os Comuns da América, representados em suas diversas assembléias, sempre tiveram a posse do exercício desse direito constitucional de dar e conceder seu próprio dinheiro. Eles teriam sido escravos se não tivessem desfrutado desse direito".
Grenville respondeu a Pitt, dizendo que os distúrbios na América "beiram a rebelião aberta; e se a doutrina que ouvi neste dia for confirmada, nada pode tender mais diretamente a produzir uma revolução". Os impostos externos e internos são os mesmos, argumentou Grenville.

## Uso moderno nos Estados Unidos

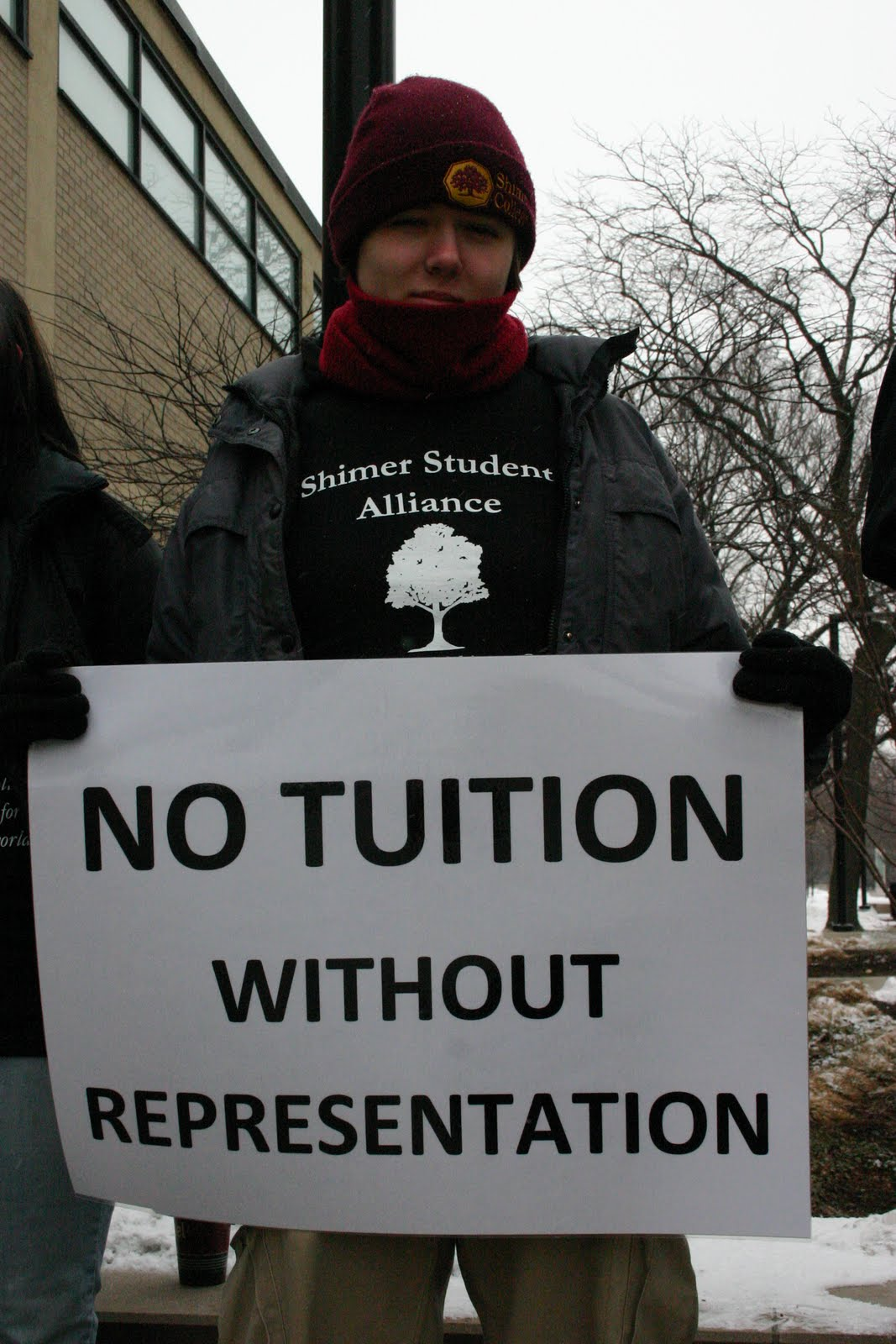
Aluno da Shimer College segura cartaz com os dizeres "Sem representação, sem mensalidade" durante protesto contra a administração da faculdade em 2010.

Na década de 1860, a sufragista Sarah E. Wall, de Worcester, Massachusetts, invocou o princípio de "sem representação não há tributação", iniciando um protesto antitributário no qual encorajava as mulheres a não pagarem impostos até que lhes fosse concedido o direito ao voto. Logo após ela iniciar esse movimento, o coletor de impostos da cidade de Worcester processou Wall por se recusar a pagar impostos, e o caso chegou à Suprema Corte de Massachusetts em 1863. No caso "Wheeler v. Wall", o tribunal decidiu contra Wall e sustentou que, apesar de não terem direito ao voto, as mulheres ainda eram obrigadas a cumprir suas obrigações fiscais. Mesmo assim, Wall se recusou a cooperar com o coletor e, como resultado, os oficiais apreenderam e venderam sua propriedade para arrecadar o dinheiro necessário para cumprir sua obrigação fiscal. Após vários anos, a obstinação de Wall acabou prevalecendo, pois o coletor começou a ignorá-la e permitiu que ela se abstivesse de pagar impostos. Em 1884, Susan B. Anthony citou a audácia e a disposição de Wall em defender o sufrágio feminino, afirmando: "Nos últimos vinte e cinco anos, [ela] resistiu ao coletor de impostos quando ele apareceu. Quero que olhem para ela. Ela parece muito inofensiva, mas não pagará um dólar de imposto. Ela diz que quando a Comunidade de Massachusetts lhe der o direito de representação, ela pagará seus impostos".
A expressão também é usada por outros grupos nos Estados Unidos que pagam vários tipos de impostos (sobre vendas, renda, propriedade), mas não têm direito ao voto, como criminosos (que, em muitos estados, são impedidos de votar), pessoas que trabalham em um estado e moram em outro (tendo, portanto, que pagar imposto de renda a um estado em que não moram) ou menores de 18 anos.
Para se tornarem cidadãos dos Estados Unidos, os imigrantes geralmente precisam ser residentes permanentes por um período de tempo (geralmente cinco anos). Os residentes permanentes devem pagar impostos sobre sua renda mundial e, na maioria dos casos, não podem votar. No entanto, ao longo do século XIX, muitos estados permitiram que os imigrantes votassem depois de declararem sua intenção de se tornar cidadãos. Isso ocorreu principalmente porque esses novos estados eram povoados em grande parte por imigrantes que ainda não haviam obtido a cidadania. Ao longo da história dos Estados Unidos, os não cidadãos tiveram permissão para votar em 40 estados e territórios americanos. Desde 2005, os não cidadãos têm permissão para votar em sete jurisdições nos Estados Unidos: Chicago e seis cidades no condado de Montgomery, Maryland. Desde 2021, tanto Montpelier quanto Winooski, em Vermont, permitem que os não cidadãos votem nas eleições municipais.
Em 2009, a frase "tributação sem representação" também foi usada nos protestos do Tea Party, onde os manifestantes estavam insatisfeitos com o aumento dos gastos e impostos do governo e, especificamente, com a crescente preocupação entre o grupo de que o governo dos Estados Unidos está cada vez mais dependendo de uma forma de tributação sem representação, por meio do aumento de taxas e impostos regulatórios que supostamente são aprovados por funcionários públicos não eleitos, que não têm responsabilidade direta perante os eleitores e não podem ser responsabilizados pelo público por meio de eleições. 
Uma versão modificada da frase, "sem mensalidade sem representação", é às vezes usada em disputas sobre governança no ensino superior nos Estados Unidos para enfatizar os direitos dos estudantes de ter voz nas decisões institucionais. O termo surgiu pela primeira vez em uma disputa em 1977 na Union County College, em Nova Jérsia. Mais recentemente, ele foi usado em disputas na Dartmouth College, na Faculdade de Direito da UC Berkeley  e em outros lugares.

### Distrito de Columbia

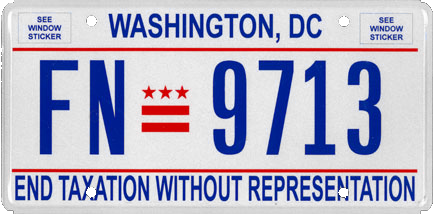
A placa padrão do Distrito de Columbia traz a frase "Fim da tributação sem representação".

Nos Estados Unidos, a frase é usada no Distrito de Columbia como parte da campanha por um voto no Congresso, para divulgar o fato de que os residentes do Distrito de Columbia pagam impostos federais, mas não têm representação no Congresso. Em novembro de 2000, o Departamento de Veículos Motorizados do Distrito de Columbia começou a emitir placas com o slogan "Taxação sem representação". Em uma demonstração de apoio à cidade, o presidente Bill Clinton usou as placas com o slogan "Taxação sem representação" na limusine presidencial; no entanto, o presidente George W. Bush substituiu as placas por outras sem o slogan logo após assumir o cargo. O presidente Barack Obama anunciou sua intenção de usar as placas com o lema a partir de sua segunda posse. O presidente Donald Trump continuou a usar as placas com o lema de protesto após ser eleito, embora tenha declarado que "não tem posição" sobre a questão da concessão do status de estado ao Distrito de Columbia. Em 2017, a frase foi modificada para "Fim da tributação sem representação".
Em 2002, o Conselho do Distrito de Columbia autorizou a adição do slogan à bandeira do Distrito, mas nenhum novo desenho da bandeira foi aprovado. Em 2007, o programa de moedas de 25 centavos do Distrito de Columbia e dos Territórios dos Estados Unidos foi criado com base no bem-sucedido programa 50 State Quarters. O Distrito de Columbia apresentou designs contendo o slogan, mas eles foram rejeitados pela Casa da Moeda dos Estados Unidos.

## Em outros países

### Uso na Austrália
O primeiro governo da Austrália Meridional foi formado por um conselho legislativo, cujos membros eram escolhidos pela Coroa e dos quais os "membros oficiais" eram selecionados pelo governador. John Stephens e seu South Australian Register estavam entre aqueles que fizeram campanha pela reforma democrática. Uma reforma parcial ocorreu em 1851, quando a maioria dos membros do Conselho Legislativo da Austrália Meridional, 1851-1855, foi eleita.

### Uso moderno no Canadá
No Canadá, o político de Quebec Gilles Duceppe, ex-líder do Bloc Québécois, citou repetidamente essa frase ao defender a presença de seu partido em Ottawa. O Bloc é um partido soberanista de Quebec que apresenta candidatos exclusivamente nas eleições federais canadenses na província de Quebec. A evocação da frase por Duceppe implica que os defensores do movimento soberanista de Quebec têm o direito de ser representados no órgão (o que de fato acontece), o Parlamento canadense, que lhes cobra impostos. Ele geralmente cita a frase em seu inglês original.

### Uso moderno na Indonésia
Durante os protestos indonésios de 2025, usuários online indonésios solidários aos protestos usaram uma versão traduzida do termo em indonésio dentro de uma tela simulada de alerta de emergência à população, originalmente criada como um horror analógico, frequentemente associada ao movimento, para se opor aos aumentos planejados de 12% no imposto sobre o valor agregado durante o governo Prabowo.

### Uso moderno no Reino Unido
O primeiro-ministro britânico John Major usou uma versão modificada da citação, com a ordem invertida, em outubro de 1995, quando, nas comemorações do 50º aniversário das Nações Unidas, ele disse: "Não é sustentável que os Estados desfrutem de representação sem tributação", a fim de criticar os atrasos de bilhões de dólares nos pagamentos dos Estados Unidos à ONU, ecoando uma declaração feita no mês anterior na sessão de abertura da Assembleia Geral da ONU pelo ministro das Relações Exteriores do Reino Unido, Malcolm Rifkind.